# Coria (Corbridge)
Coria fou una ciutat i fortificació romana, localitzada 4.0km al sud del Mur d'Adrià, en la Província romana de Britànnia. Es desconeix el seu nom complet en llatí. Avui dia es coneix com a Corchester o Corbridge Roman Site, en la localitat de Corbridge en el comtat anglès de Northumberland.

## Nom
El nom de la ciutat apareix en registres de l'època sota les formes de Corstopitum i Corie Lopocarium. Ambdues formes són generalment reconegudes com a incorrectes i se suggereixen reconstruccions del nom com Coriosopitum, Corsopitum o Corsobetum. De totes maneres, les taules trobades a Vindolanda mostren que se la coneixia localment sota la forma senzilla de Coria, el nom local per un centre tribal. El sufix representava el nom de la tribu local, membre de la confederació dels brigants, però la forma correcte segueix sent desconeguda.

## Primera ocupació
Hi ha evidències que els primers romans arribats a l'àrea aixecaren les primeres construccions com un camp auxiliar a les campanyes militars de Gneu Juli Agrícola.

## Fortificacions

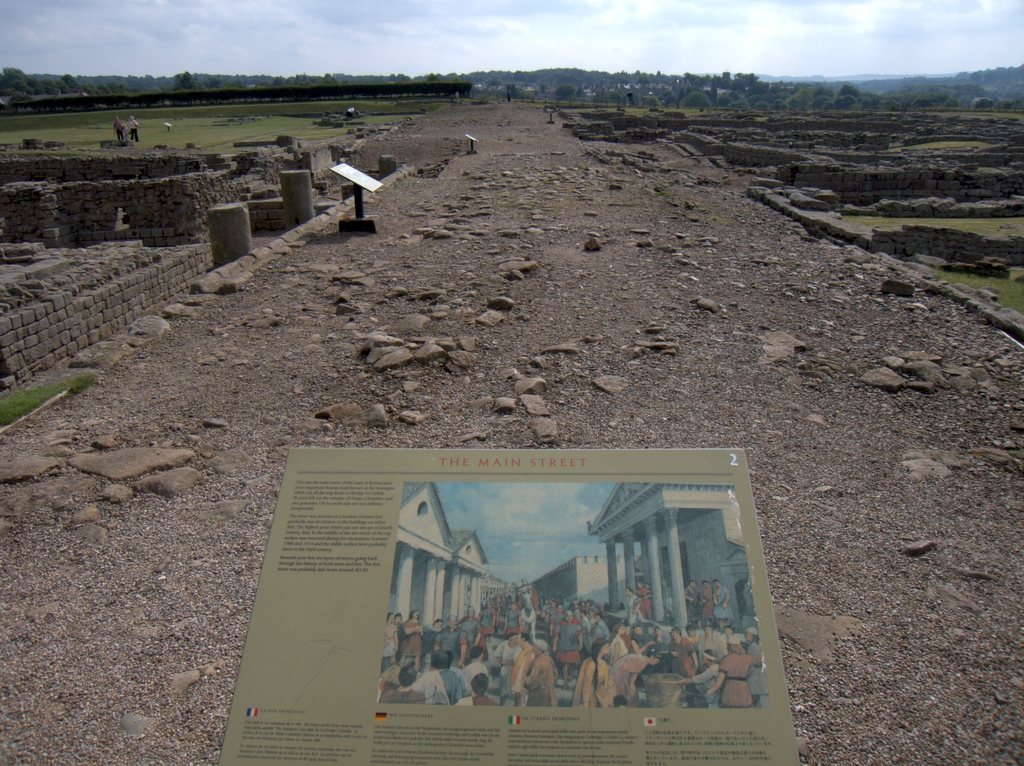
Via romana Stanegate, Corbridge

Poc després de les primeres victòries romanes a la moderna Escòcia, als voltants del 84, es va construir un nou fort amb rampes i portes de fusta. A l'interior hi havia barraques que rodejaven el quarter general, la residència del comandant en cap, les residències dels administratius i diversos tallers. Probablement hi vivien unes 500 persones, la major part membres d'una unitat de cavalleria anomenada Ala Petriana, però fou destruïda pel foc en el 105. Es va construir una segona fortificació per vigilar el creuament del Riu Tyne quan aquest marcava la frontera romana. La Via romana coneguda com a Stanegate unia Coria amb Luguvalium, fortificació situada a l'extrem occidental de la província. Als voltants del 120 es va construir el Mur d'Adrià i de nou es va reconstruir la fortificació de Coria, probablement per allotjar les tropes d'infanteria que guardaven el mur. Vint anys més tard, quan les victòries militars romanes aconseguiren guanyar territori i es construí el Mur d'Antoní més al nord, es va aixecar la primera fortificació de pedra a Coria, sota les ordres del governador Quintus Lollius Urbicus.

## Desenvolupament
Després que els romans recularen de nou al mur d'Adrià el 163, aparentment les tropes abandonaren la ciutat. Les rampes desapareixeren i la ciutat patí una sèrie de reformes civils. S'aixecaren temples, graners, fonts i un llarg complex destinat a convertir-se en un fòrum però que mai va finalitzar-se.
Les excavacions mostren restes d'edificis de fusta que foren incendiats, probablement degut a les incursions de tribus enemigues citades per Cassi Dió, si bé a principis del segle iii es reprengueren les construccions amb 2 grans edificis o magatzems militars relacionats amb la Legió II Augusta i la Legió VI, part de la xarxa auxiliar i de suport a les campanyes de Septimi Sever.
No hi ha informació sobre l'activitat en la ciutat durant el segle iii i IV, a banda que es va construir una residència per un oficial de l'imperi. Coria fou probablement un centre de comerç per la indústria local de minerals - ferro i carbó – així com productes agrícoles, com evidencien els graners.
No se sap quan va acabar l'ocupació de la ciutat i fins i tot es desconeix si encara hi vivia gent quan els Anglosaxons fundaren la propera ciutat de Corbridge.